# Залевский, Витольд
Витольд Залевский (пол. Witold Zalewski; 4 января 1921, Седльце — 4 февраля 2009, Варшава) — польский прозаик, публицист, сценарист, журналист. Лауреат Государственной премии ПНР III степени (1950).

## Биография
Участник Второй мировой войны. Боец Армии Крайовой. Участвовал в подпольной литературной жизни Польши. Обучался в Тайном университете.
В 1944 — участник Варшавского восстания. После его подавления оказался в немецком лагере для военнопленных Шталаг IV-B. Освобождён в 1945 году.
С 1946 работал в газетах и журналах. Был репортёром. С 1948 — соредактор журнала «Литературные новости». В 1952—1962 — сотрудник «Przegląd Kulturalny», с 1963 по 1970 — «Kultura».
Заведующий литературной части киностудии «Tor». Член Союза польских писателей.
Похоронен на кладбище Старые Повонзки в Варшаве.

## Творчество
Представитель поколения Колумбов.
Как прозаик дебютировал в 1943 году. Автор романов, повестей, рассказов, в основном, военной и, так называемой, производственной тематики, а также международных репортажей.

## Избранные произведения
- Смертные герои / Śmiertelni bohaterowie (1946)
- Оружие / Broń (1949)
- Трактора получат весну / Traktory zdobędą wiosnę (1950, Государственная премия ПНР III степени)
- Урожай / Urodzaj (1951)
- На вираже / Na wirażu (1953)
- Земля без неба / Ziemia bez nieba (1957)
- В поисках сегодняшнего дня / W poszukiwaniu dnia dzisiejszego (1958)
- Раненый в лесу (1963)
- Вид Жёлтой реки. Китай (серия репортажей «Мир менятся», 1960)
- Прусская стена / Pruski mur (1964)
- Ночи, рассветs и другие произведения / Noce i świt i inne utwory (1965)
- Варианты надежды / Odmiany nadziei (1968)
- Чёрные ягоды / Czarne jagody (1975)
- Долина Королей / Dolina Królów (1976)
- Последняя стоянка / Ostatni postój (1979)
- Непобедимые / Niezwyciężeni (1981)
- Прощание твердыни / Pożegnanie twierdzy (1985)
- Посланник / Wysłannik (1987)
- Остров мёртвых, остров любви / Wyspa umarłych, wyspa miłości

## Сценарии
- Раненый в лесу (1963)
- Романтики (1970)
- 300 миль до неба (1989)
- Жалоба (1991)
- Время измены (1997)

## Награды
- Государственная премия ПНР III степени (1950)
- Крест Храбрых
- Кавалерский крест Ордена Возрождения Польши (1955)
- Офицерский крест Ордена Возрождения Польши
- Орден «Знамя Труда» 2 степени
- Премия Министра культуры и искусства ПНР II степени (1965)
- Премия Министра культуры и искусства ПНР I степени (1981)
- Премия Литературного фонда (1989)
- Литературная премия им. В. Реймонта (2004)